# Yússuf ibn Raixid as-Sulamí
Yússuf ibn Raixid as-Sulamí fou ostikan d'Armènia del 786 a vers el 787. Segons al-Yaqubí, va portar a Armènia un grup nombrós d'àrabs nizarites (fins a aquell moment predominaven els iemenites, però després dels nizarites van arribar els rabia, principalment xaybànides, quan Armènia fou governada després d'ell per Yazid ibn Màzyad aix-Xaybaní).
Progressivament, els nizarites, els Banu Sulaym de la tribu de Qays Aylan o qaisites, i els xaybànides de la tribu Bakr (dels grups Mudar i Rabia, que van poblar completament l'Alzniq) van anar superant en nombre els iemenites, que al segle següent van desaparèixer d'Armènia com a elements organitzats. Aquestes tribus àrabs septentrionals van poblar l'anomenada Armènia IV, que estava formada per Šimšat (Samosata), Khilat o Khelat (Akhlat), Kalikala (Karin), Arčeš (Ardjish) i Apahunis o Bahunis (Bahunays). Les poblacions àrabs d'aquestes ciutats, guerreres, havien de formar un cordó de protecció de la regió contra els romans d'Orient. La població armènia, encapçalada pels seus nakharark, es va haver de desplaçar per motius econòmics i polítics a territori romà d'Orient (on van patir la persecució calcedoniana) o cap a Ibèria.
El va succeir Yazid ibn Màzyad aix-Xaybaní.